# Terraferma veneziana
La Terraferma veneziana (italien : terre ferme vénitienne) est le territoire non-lagunaire administré par la municipalité de Venise. Elle compte 181 639 habitants sur une superficie d'environ 130 km2 et correspond aux quatre municipalités de :
- Mestre-Carpenedo (it) ou Mestre-Centre, avec les localités de Mestre, Carpenedo (it) et Marocco (it) ;
- Marghera (it), avec les localités de Marghera, Malcontenta (it) et Ca' Sabbioni (it)
- Favaro Veneto (it), avec les localités de Favaro Veneto, Campalto, Ca' Noghera (it), Dese (it) et Tessera (it) ;
- Chirignago-Zelarino (it) ou Mestre-Occidental, avec les localités de Chirignago (it), Gazzera, Zelarino (it), Asseggiano (it) et Trivignano.

Dans un sens plus large, on peut dire que ce territoire s'étend aux communes voisines du bassin lagunaire (it) et aux zones de la ville métropolitaine de Venise plus liées historiquement à la ville de Venise.
D'un point de vue historique, le terme désigne plutôt les Domini di Terraferma de la Sérénissime. 